# 懷爾德伍德 (新澤西州)
懷爾德伍德（英語：Wildwood）是一個位於美國新澤西州開普梅縣的城市。

## 人口
根據2020年美國人口普查的數據，懷爾德伍德的面積為4.28平方千米，當中陸地面積為3.99平方千米，而水域面積為0.29平方千米。當地共有人口5157人，而人口密度為每平方千米1,205人。